# Parvotettix goedei
Parvotettix goedei är en insektsart som beskrevs av Richards, A.M. 1968. Parvotettix goedei ingår i släktet Parvotettix och familjen grottvårtbitare. Inga underarter finns listade i Catalogue of Life.